# Hauptverhandlung
Die Hauptverhandlung ist nach deutschem Strafprozessrecht der Kernbestandteil eines jeden Strafverfahrens und geregelt in den §§ 226–275 Strafprozessordnung (StPO). Sie endet in der Regel mit einem Urteil oder einer – gegebenenfalls vorläufigen – Einstellung des Verfahrens. Für die Hauptverhandlung gilt der Mündlichkeitsgrundsatz. Über die Hauptverhandlung muss ein Protokoll erstellt werden.

## Gang der Hauptverhandlung
Der Gang der Hauptverhandlung ist in § 243 der Strafprozessordnung geregelt.
Die Hauptverhandlung beginnt mit dem Aufruf der Sache (§ 243 Absatz 1 Satz 1 StPO). Erfolgt ein solcher Aufruf entgegen dem Gesetzeswortlaut nicht, so gilt als der Beginn der Zeitpunkt, an dem das Gericht erkennbar verhandelt. Der Vorsitzende hat den Aufruf der Sache anzuordnen oder selbst durchzuführen, damit er wirksam ist. Der Aufruf kann durch einen Gerichtswachtmeister oder den Protokollführer geschehen. Häufig kommt auch eine Lautsprecheranlage zum Einsatz, die auf den Bereich vor dem Sitzungssaal gerichtet ist. Spätestens mit dem Aufruf der Sache muss die Öffentlichkeit die Möglichkeit haben, den Gerichtssaal zu betreten (sofern es sich um eine öffentliche Verhandlung handelt).
Der Vorsitzende stellt fest, ob der Angeklagte und der Verteidiger anwesend und die Beweismittel herbeigeschafft, insbesondere die geladenen Zeugen und Sachverständigen erschienen sind (§ 243 Absatz 1 Satz 2 StPO). Bei unentschuldigtem Ausbleiben kann der Angeklagte vorgeführt oder ein Haftbefehl zu sog. Hauptverhandlungshaft erlassen werden, soweit dies zur Durchführung der Hauptverhandlung geboten ist (§ 230 Absatz 2 StPO).
Danach haben die Zeugen den Saal zu verlassen, damit sie ihre Aussage unbefangen und ohne Kenntnis des Inhalts der Hauptverhandlung bis zu ihrer Vernehmung tätigen (§ 243 Absatz 2 Satz 1 StPO). Dies gilt nicht für anwesenheitsberechtigte Nebenkläger (§ 397 Absatz 1 Satz 1 StPO) oder Adhäsionskläger mitsamt gesetzlicher Vertreter und Ehegatten oder Lebenspartner (§ 404 Absatz 3 Satz 2 StPO), auch nicht für den Verletzten einer Straftat, wenn er zwar zum Anschluss als Nebenkläger befugt wäre, aber nicht als Nebenkläger auftritt (§ 406h Absatz 1 Satz 2 StPO). Es ist möglich, den Saal dennoch freiwillig zu verlassen, da der Beweiswert einer Zeugenaussage bei Kenntnis der gesamten Hauptverhandlung herabgesetzt werden kann.
Darauf vernimmt der Vorsitzende den Angeklagten über seine persönlichen Verhältnisse. Hierbei geht es lediglich darum, seine Identität zu klären. Seine persönlichen Verhältnisse (Ausbildung, Einkommen, familiäre Situation, Vorstrafen) werden erst bei der Vernehmung des Angeklagten zur Sache erörtert.
Darauf verliest der Staatsanwalt den Anklagesatz (§ 243 Absatz 3 StPO). Abweichende Bewertungen durch das Gericht im Eröffnungsbeschluss sind dabei zu Grunde zu legen, wobei der Staatsanwalt seine abweichende Rechtsauffassung mitteilen darf.
Der Vorsitzende teilt mit, ob Erörterungen nach den §§ 202a, § 212 StPO stattgefunden haben, wenn deren Gegenstand die Möglichkeit einer Verständigung (§ 257c) StPO gewesen ist und wenn ja, deren wesentlichen Inhalt (§ 243 Absatz 4 Satz 1 StPO). Diese Pflicht gilt auch im weiteren Verlauf der Hauptverhandlung, soweit sich Änderungen gegenüber der Mitteilung zu Beginn der Hauptverhandlung ergeben haben (§ 243 Absatz 4 Satz 2 StPO).
Sodann wird der Angeklagte auf sein Aussageverweigerungsrecht hingewiesen: es steht ihm frei, sich zu der Anklage zu äußern oder nicht zur Sache auszusagen (§ 243 Absatz 5 StPO). Dabei darf kein Druck auf seine Aussagefreiheit ausgeübt werden. Insbesondere darf ihm nicht angedroht werden, dass er Nachteile erleide, wenn er zur Sache schweigen werde. Eine Vernehmung darf nur dann durchgeführt werden, wenn der Angeklagte erklärt, er wolle aussagen. Das Stellen von Fragen an einen Angeklagten, der erklärt hat, zu schweigen, ist unzulässig.
Beweisaufnahme: Den größten Zeitraum nimmt die Beweisaufnahme ein. Das Gericht muss den Sachverhalt umfassend erforschen (Inquisitionsmaxime). Alle Fragen, die Schuld und Strafe betreffen, werden im Strengbeweisverfahren geklärt. In diesem sind nur fünf Beweismittel zulässig: Augenschein, Sachverständige, Urkunden, Zeugen sowie die Einlassungen des Angeklagten. Der Vorsitzende leitet die Beweisaufnahme. Nach seinen Fragen gibt er das Fragerecht an die anderen Verfahrensbeteiligten (die beisitzenden Richter – Berufsrichter oder Schöffen-, Staatsanwalt, Verteidiger, Angeklagter, gegebenenfalls auch Nebenkläger und Sachverständige) weiter. Über die Zulässigkeit von Fragen entscheidet das Gericht (§ 242 StPO). Nach jeder Beweiserhebung besteht die Möglichkeit, eine Erklärung dazu abzugeben (§ 257 StPO). Ebenso bescheidet das Gericht Beweisanträge (§ 244 Absatz 6 StPO).
Die Schlussvorträge (§ 258 Absatz 1 StPO) beginnen mit dem Plädoyer und dem Antrag der Staatsanwaltschaft. Es folgt das Plädoyer und der Antrag des Verteidigers. Dies gilt nicht in der Berufung: Dort hat der Berufungsführer das Recht zum ersten Schlussvortrag. Auf einen Schlussvortrag kann repliziert werden (§ 258 Absatz 2 Halbsatz 1 StPO). Dem Angeklagten gebührt das letzte Wort (§ 258 Absatz 2 Halbsatz 2 StPO).
Nach geheimer Beratung des Gerichts wird durch den Vorsitzenden das Urteil durch Verlesung der Urteilsformel und Eröffnung der Urteilsgründe verkündet (§ 260 Absatz 1 StPO, § 268 Absatz 2 Satz 1 StPO). Danach erfolgt die Verlesung etwaiger Beschlüsse über Bewährung oder Fortdauer von Haft oder einstweiliger Unterbringung.
Abschließend ist bei einer Verurteilung eine Rechtsmittelbelehrung zu erteilen (§ 35a StPO). Die Sitzung wird dann geschlossen.
In umfangreicheren Verfahren mit aufwendiger Beweisaufnahme, beispielsweise durch die Einvernahme zahlreicher Zeugen oder die Erstattung verschiedener Gutachten, erstreckt sich die Hauptverhandlung mitunter über viele einzelne Termine (Verhandlungstage). Die Hauptverhandlung darf jedoch für längstens drei Wochen unterbrochen werden, für einen Monat nur dann, wenn zuvor an mindestens zehn Tagen verhandelt wurde (§ 229 StPO). Um diese Frist zu wahren, kann ein sog. Schiebetermin erforderlich sein.
Mit Art. 5 des Gesetzes zur Abmilderung der Folgen der COVID-19-Pandemie im Zivil-, Insolvenz- und Strafverfahrensrecht wurde § 10 EGStPO neu gefasst. Vom 28. März 2020 bis 27. März 2021 ist unabhängig von der Dauer der Hauptverhandlung der Lauf der in § 229 Abs. 1 und 2 StPO genannten Unterbrechungsfristen gehemmt, solange die Hauptverhandlung aufgrund von Schutzmaßnahmen zur Verhinderung der Verbreitung von Infektionen mit dem SARS-CoV-2-Virus (COVID-19-Pandemie in Deutschland) nicht durchgeführt werden kann, längstens jedoch für zwei Monate. Das gilt entsprechend für die in § 268 Abs. 3 Satz 2 StPO genannte Frist zur Urteilsverkündung. Beginn und Ende der Hemmung stellt das Gericht durch unanfechtbaren Beschluss fest.

## Dauer
Hauptverhandlungstage sind die Tage, an denen die Hauptverhandlung tatsächlich stattfindet, diese werden in der folgenden Übersicht genannt. Der Prozess selbst erstreckt sich jeweils über deutlich größere Zeitabschnitte. 
- NSU-Prozess: 438 Tage
- Majdanek-Prozess: 474 Tage
- Dritter Schmücker-Prozess 391 Tage
- Prozess gegen das Aktionsbüro Mittelrhein: Abbruch nach 337 Tagen
- Stammheim-Prozess dauerte 192 Tage.
- Erster Auschwitz-Prozess: 183 Tage
- Zweiter Schmücker-Prozess: 109 Tage
- Vierter Schmücker-Prozess: 54 Tage
- Kachelmann-Prozess: 44 Tage
- Erster Schmücker-Prozess 37 Tage

Bis auch aufgrund der letzten Revision die letzte Hauptverhandlung zu Ende gegangen war, ergaben sich in einzelnen Prozessen, bestehend aus mehreren Verhandlungen, insgesamt folgende Dauern:
- Nach 591 Verhandlungstagen Schmücker-Prozesse wurde das Verfahren eingestellt.
- Nach 131 Verhandlungstagen Wormser Prozesse waren alle Angeklagten freigesprochen.
- Fünf aufeinanderfolgende Prozesse in einem Zigaretten-Schmuggel-Komplex endeten 2019 am Landgericht Potsdam nach insgesamt 77 Verhandlungstagen.[1]